# Holden Commodore/Berlina/Calais Berline
De Holden Commodore/Berlina/Calais Berline is de vierdeurs berline-uitvoering van de Australische wagen Holden Commodore/Berlina/Calais. In Brazilië, waar de wagen tevens wordt geassembleerd in een Chevrolet-fabriek, heet deze wagen Chevrolet Omega. Er zijn zes versies beschikbaar, qua vermogen variërend van 152 tot 235 kW.

## Versies
De Berline is verkrijgbaar in zes versies:

### 3.8 V6
| Technische specificaties         |                           |
| koetswerk                        | vierdeurs berline         |
| plaatsen                         | 5                         |
| motor                            | V8; 3.8                   |
| motorligging                     | vooraan, in de lengte     |
| vermogen                         | 152 kW bij 5200 tpm       |
| trekkracht                       | 305 Nm bij 3600 tpm       |
| cilinderinhoud                   | 3791 cc                   |
| kleppen                          | 12                        |
| versnellingen                    | 5, automatisch            |
| brandstof                        | benzine, cilinderinjectie |
| boring                           | 97,0 mm                   |
| slag                             | 86,0 mm                   |
| compressieverhouding             | 9,4                       |
| wielen                           | 6J                        |
| banden voor                      | 225/55R16                 |
| banden achter                    | 225/55R16                 |
| remmen voor                      | geventileerde schijven    |
| remmen achter                    | geventileerde schijven    |
| aandrijving                      | achter                    |
| stuur                            | hydraulisch               |
| wielbasis                        | 2788 mm                   |
| lengte                           | 4891 mm                   |
| breedte                          | 1842 mm                   |
| hoogte                           | 1425 mm                   |
| spoor voor                       | 1569 mm                   |
| spoor achter                     | 1587 mm                   |
| leeggewicht                      | 1522 kg                   |
| koffer                           | 475 liter                 |
| tank                             | 75 liter                  |
| brandstofverbruik in de stad     | 11 liter/100 km           |
| brandstofverbruik buiten de stad | 6.6 liter/100 km          |

### 3.8 V6 automaat
| Technische specificaties         |                           |
| koetswerk                        | vierdeurs berline         |
| plaatsen                         | 5                         |
| motor                            | V8; 3.8                   |
| motorligging                     | vooraan, in de lengte     |
| vermogen                         | 148-152 kW bij 5200 tpm   |
| trekkracht                       | 305 Nm bij 3600 tpm       |
| cilinderinhoud                   | 3791 cc                   |
| kleppen                          | 12                        |
| versnellingen                    | 4, automatisch            |
| brandstof                        | benzine, cilinderinjectie |
| boring                           | 97,0 mm                   |
| slag                             | 86,0 mm                   |
| compressieverhouding             | 9,4                       |
| wielen                           | 6J                        |
| banden voor                      | 225/55R16                 |
| banden achter                    | 225/55R16                 |
| remmen voor                      | geventileerde schijven    |
| remmen achter                    | geventileerde schijven    |
| aandrijving                      | achter                    |
| stuur                            | hydraulisch bekrachtigd   |
| wielbasis                        | 2788 mm                   |
| lengte                           | 4891-4964 mm              |
| breedte                          | 1842 mm                   |
| hoogte                           | 1425 mm                   |
| spoor voor                       | 1569 mm                   |
| spoor achter                     | 1587 mm                   |
| leeggewicht                      | 1522-1637 kg              |
| maximumgewicht                   | 1930-2045 kg              |
| koffer                           | 465-475 liter             |
| tank                             | 75 liter                  |
| brandstofverbruik in de stad     | 11 liter/100 km           |
| brandstofverbruik buiten de stad | 6.6 liter/100 km          |

### 3.8 V6 Supercharged automaat
| Technische specificaties         |                           |
| koetswerk                        | vierdeurs berline         |
| plaatsen                         | 5                         |
| motor                            | V8; 3.8                   |
| motorligging                     | vooraan, in de lengte     |
| vermogen                         | 171 kW bij 5200 tpm       |
| trekkracht                       | 375 Nm bij 3000 tpm       |
| cilinderinhoud                   | 3791 cc                   |
| kleppen                          | 12                        |
| versnellingen                    | 4, automatisch            |
| brandstof                        | benzine, cilinderinjectie |
| boring                           | 97,0 mm                   |
| slag                             | 86,0 mm                   |
| compressieverhouding             | 9,4                       |
| wielen                           | 6J                        |
| banden voor                      | 225/55R16                 |
| banden achter                    | 225/55R16                 |
| remmen voor                      | geventileerde schijven    |
| remmen achter                    | geventileerde schijven    |
| aandrijving                      | achter                    |
| stuur                            | hydraulisch bekrachtigd   |
| wielbasis                        | 2788 mm                   |
| lengte                           | 4891 mm                   |
| breedte                          | 1842 mm                   |
| hoogte                           | 1425 mm                   |
| spoor voor                       | 1569 mm                   |
| spoor achter                     | 1587 mm                   |
| leeggewicht                      | 1561 kg                   |
| koffer                           | 475 liter                 |
| tank                             | 75 liter                  |
| brandstofverbruik in de stad     | 12,5 liter/100 km         |
| brandstofverbruik buiten de stad | 7,4 liter/100 km          |

### 5.7 V8 225kW automaat
| Technische specificaties         |                           |
| koetswerk                        | vierdeurs berline         |
| plaatsen                         | 5                         |
| motor                            | V8; 5.7                   |
| motorligging                     | vooraan, in de lengte     |
| vermogen                         | 225 kW bij 5200 tpm       |
| trekkracht                       | 465 Nm bij 4400 tpm       |
| cilinderinhoud                   | 3791 cc                   |
| kleppen                          | 16                        |
| versnellingen                    | 4, automatisch            |
| brandstof                        | benzine, cilinderinjectie |
| boring                           | 97,0 mm                   |
| slag                             | 86,0 mm                   |
| compressieverhouding             | 9,4                       |
| wielen                           | 6J                        |
| banden voor                      | 225/55R16                 |
| banden achter                    | 225/55R16                 |
| remmen voor                      | geventileerde schijven    |
| remmen achter                    | geventileerde schijven    |
| aandrijving                      | achter                    |
| stuur                            | hydraulisch bekrachtigd   |
| wielbasis                        | 2788 mm                   |
| lengte                           | 4891 mm                   |
| breedte                          | 1842 mm                   |
| hoogte                           | 1425 mm                   |
| spoor voor                       | 1569 mm                   |
| spoor achter                     | 1587 mm                   |
| leeggewicht                      | 1590 kg                   |
| tank                             | 75 liter                  |
| brandstofverbruik in de stad     | 13,5 liter/100 km         |
| brandstofverbruik buiten de stad | 8,5 liter/100 km          |

### 5.7 V8 235kW
| Technische specificaties         |                           |
| koetswerk                        | vierdeurs berline         |
| plaatsen                         | 5                         |
| motor                            | V8; 5.7                   |
| motorligging                     | vooraan, in de lengte     |
| vermogen                         | 235 kW bij 5200 tpm       |
| trekkracht                       | 465 Nm bij 4400 tpm       |
| cilinderinhoud                   | 5665 cc                   |
| kleppen                          | 16                        |
| versnellingen                    | 5, manueel                |
| brandstof                        | benzine, cilinderinjectie |
| boring                           | 99,0 mm                   |
| slag                             | 92,0 mm                   |
| compressieverhouding             | 10,1                      |
| wielen                           | 6J                        |
| banden voor                      | 225/55R16                 |
| banden achter                    | 225/55R16                 |
| remmen voor                      | geventileerde schijven    |
| remmen achter                    | geventileerde schijven    |
| aandrijving                      | achter                    |
| stuur                            | hydraulisch bekrachtigd   |
| wielbasis                        | 2788 mm                   |
| lengte                           | 4891 mm                   |
| breedte                          | 1842 mm                   |
| hoogte                           | 1425 mm                   |
| spoor voor                       | 1569 mm                   |
| spoor achter                     | 1587 mm                   |
| leeggewicht                      | 1590 kg                   |
| tank                             | 75 liter                  |
| brandstofverbruik in de stad     | 13,5 liter/100 km         |
| brandstofverbruik buiten de stad | 8,5 liter/100 km          |

### 5.7 V8 235kW automaat
| Technische specificaties         |                           |
| koetswerk                        | vierdeurs berline         |
| plaatsen                         | 5                         |
| motor                            | V8; 5.7                   |
| motorligging                     | vooraan, in de lengte     |
| vermogen                         | 235 kW bij 5200 tpm       |
| trekkracht                       | 465 Nm bij 4400 tpm       |
| cilinderinhoud                   | 5665 cc                   |
| kleppen                          | 16                        |
| versnellingen                    | 4, automaat               |
| brandstof                        | benzine, cilinderinjectie |
| boring                           | 99,0 mm                   |
| slag                             | 92,0 mm                   |
| compressieverhouding             | 10,1                      |
| wielen                           | 6J                        |
| banden voor                      | 225/55R16                 |
| banden achter                    | 225/55R16                 |
| remmen voor                      | geventileerde schijven    |
| remmen achter                    | geventileerde schijven    |
| aandrijving                      | achter                    |
| stuur                            | hydraulisch bekrachtigd   |
| wielbasis                        | 2788 mm                   |
| lengte                           | 4891 mm                   |
| breedte                          | 1842 mm                   |
| hoogte                           | 1425 mm                   |
| spoor voor                       | 1569 mm                   |
| spoor achter                     | 1587 mm                   |
| leeggewicht                      | 1590 kg                   |
| tank                             | 75 liter                  |
| brandstofverbruik in de stad     | 13,5 liter/100 km         |
| brandstofverbruik buiten de stad | 8,5 liter/100 km          |

Historische modellen: 
Adventra ·
Apollo ·
Astra ·
Barina ·
Barina Spark ·
Belmont ·
Brougham ·
Business ·
Calibra ·
Camira ·
Caprice/Statesman ·
Captiva 5 ·
Captiva 7 ·
Colorado ·
Combo ·
Commodore ·
Crewman ·
Cruze ·
Drover ·
Epica ·
Frontera ·
Gemini ·
Jackaroo ·
Kingswood ·
Malibu ·
Monaro ·
Nova ·
One Tonner ·
Panel Van ·
Piazza ·
Premier ·
Rodeo ·
Sandman ·
Scurry ·
Shuttle ·
Special ·
Standard ·
Suburban ·
Sunbird ·
Tigra ·
Torana ·
Ute/Utility ·
Utility/Coupe Utility ·
Vectra ·
Viva ·
Volt
Zafira
Hoofdseries: 
FX · 
FJ · 
FE · 
FC · 
FB · 
EK · 
EJ · 
EH · 
HD · 
HR · 
HK · 
HT · 
HG · 
HQ · 
HJ · 
HX · 
HZ · 
VB · 
VC · 
VH · 
VK · 
VL · 
VN · 
VP · 
VR · 
VS · 
VT · 
VX · 
VY · 
VZ · 
VE · 
VF
Nevenseries:
WB · 
VG · 
VQ · 
VU · 
WH · 
WK · 
WL · 
WM · 
WN